# 群馬県立松井田高等学校
群馬県立松井田高等学校（ぐんまけんりつ まついだこうとうがっこう）は、群馬県安中市松井田町にある県立高等学校。

## 概要
1938年に創立され、かつては女子校であった。1948年に群馬県に移管、男女共学化する。また、以前は定時制課程、商業科も存在した（現在は廃止）。
一時期、県教育委員会による高等学校再編の波で近隣の群馬県立安中高等学校、群馬県立安中実業高等学校および本校の統廃合案が出されたが、松井田町の行政と周辺住民の反対運動で本校の統合は白紙化し、安中市の2校のみ統合となった（群馬県立安中総合学園高等学校）。
「人にやさしいハートフル松高」を掲げており、地域住民との交流やボランティア活動に重点を置き活動している。

## 沿革
- 1938年 - 群馬県松井田高等実践女学校設立認可、開校
- 1946年 - 群馬県松井田高等女学校と改称
- 1948年 - 群馬県立松井田高等女学校に移行、群馬県立松井田高等学校と改称（男女共学）、定時制設置
- 1970年 - 定時制課程生徒募集停止
- 1972年 - 商業科設置
- 2001年 - 商業科生徒募集停止

## 学科
- 全日制課程
  - 普通科

2年次以降はスタンダードコース（普通科目を学習）、キャリアコース（商業科目を選択可能）、ライフデザインコース（体験的活動を選択可能）に分かれる。

## 著名な出身者
- 関口コオ - 切り絵画家
- 富沢英彦 - 元走高跳日本記録保持者。ミュンヘンオリンピック出場